# 夢の雫、黄金の鳥籠
『夢の雫、黄金の鳥籠』（ゆめのしずく、きんのとりかご）は、篠原千絵による日本の漫画作品。『姉系プチコミック』（小学館）にて創刊号（『プチコミック』2010年7月号増刊）より2024年7月号まで連載。16世紀のオスマントルコを舞台に、奴隷から皇帝の側室になった女性の生涯を描いた作品。篠原の過去作品『天は赤い河のほとり』の作中の舞台である「古代オリエント」の、約3000年後の同地域である「16世紀トルコ後宮」が本作で描かれている。2024年6月時点で累計400万部を突破している。

## 沿革
2010年5月21日、『プチコミック』の増刊として『姉系プチコミック』が創刊され、創刊号より本作の連載が開始。2014年8月より、同誌が季刊から隔月刊化となっても、連載は継続されている。
2019年3月20日から5月20日に国立新美術館で開催された企画展「トルコ至宝展 チューリップの宮殿 トプカプの美」にて、本作に登場するスレイマン1世のパネルが展示された。スレイマン1世にゆかりのある品が同展に出展されたことにより、展覧会主催者から篠原にオファーがあり、篠原が同展のスペシャルサポーターに就任している。
2020年7月8日に単行本第14巻が発売されたことを記念して、テレビCMとPVが制作された。元宝塚歌劇団星組の七海ひろきが出演し、本作のキャラクターである皇帝スレイマン1世、第二夫人ヒュッレム、宰相イブラヒムの3役を1人で担当している。CMが話題を呼んだことにより、同年8月7日に本作の電子書籍『デジタルフォトアートブック 夢幻七夜―むげんななや―』が配信された。「原作のコマ」と「七海のビジュアル（写真）」を合わせ、「新たなる美の世界」が表現された内容となっている。
2024年6月5日発売の『姉系プチコミック7月号』にて連載終了。

## あらすじ
ルテニアの小さな村で生まれ育った少女・アレクサンドラは、鳥のように自由に生きたいという叶わぬ夢を抱いていた。ある夜、村はタタール人の襲撃に遭い、アレクサンドラは奴隷として商人に売られてしまう。マテウスと名乗るイブラヒムに買われて教育を受け彼を慕うようになるが、ヒュッレムという新たな名を与えられてオスマン帝国皇帝スレイマン1世に献上され権謀術数が渦巻く後宮「ハレム」で暮らすことになる。
ハレムでは第一夫人ギュルバハルが皇帝の寵愛を受け、決して自分の子以外の出産を許すことは無く、対立する者は次々と「行方不明」になるのだった。それを誰一人として気にすることは無く、権謀術数渦巻く場所であった。そんな中、ヒュッレムは必死に一線を越えてはならないとお互いに律し続けていたが、自身の命を狙われた事件を機に、イブラヒムと結ばれた。ヒュッレムとイブラヒム、そしてイブラヒムの友人アルヴィーゼと皇妹ハディージェ、2組の禁断の恋が燃え上がる。また、ヒュッレムとハディージェは親友になる。
ロードス島包囲戦での勝利後、皇帝はイブラヒムを大宰相に抜擢し、1524年5月22日にハディージェをイブラヒムの下に降嫁させた。これを機に、ヒュッレムとイブラヒムは互いへの思慕を封印する。
しかしイブラヒムは、スレイマン1世の子かイブラヒムの子か定かでないメフメト皇子を支持することが出来ず、ヒュッレムにさらなる皇子誕生を期待する。ヒュッレムは次々と男子を産み、第二夫人としての地位を盤石にするが、やがてイブラヒムがメフメトの後見を出来ない理由を知り、深く対立するようになる。
第一夫人ギュルバハルの産んだムスタファ皇子も聡明で武勇に秀で、ヒュッレムはメフメト同様に目をかける。一方、セリム皇子は兄たちや姉ミフリマー皇女に比べ劣ったように見えるのだった。
オスマンの慣習では、皇帝になる者以外の皇子は殺害される定めであり、ハレムの権力争い以上に、スレイマン1世の後継者争いが本格化しようとしていた。

## 登場人物

### 主要人物
ヒュッレム
本作の主人公。
本名は「アレクサンドラ」であり、愛称は「サーシャ」。政情不安定な貧しく小さな村で、司教の娘として生まれ育ったルテニア人の少女。生涯村を出ることもなく、結婚し子どもを産み育てるという平凡な将来に辟易し、どこへでも飛んでいける鳥を羨ましいと思っていた。ある日、タタール人に村を襲撃され、親友と共に連れ去られ、奴隷商人に売られる。売られる途中で、商人の元から逃げ出そうとした時に出会ったマテウスに諭され、彼の元で教養を身に付ける機会を与えられて、教育係のナシーム夫人からあらゆることを吸収する。マテウスが驚くほどの成長を遂げ、自分を助けてくれたマテウスに仄かな想いを抱いていたが、彼が実はオスマン皇帝の小姓頭イブラヒムであり、全ては主人（皇帝）に彼女を献上するためのものだと知り、強いショックを受けつつ皇帝のハレム（後宮）へ入る。出立前に「自由とは心のありよう」という言葉と、扉のない黄金の鳥籠とヒュッレム（"朗らかな声"の意）という新しい名を与えられた。詩の朗詠が上手く、ハーフィズのような美しい詩を詠む。
通常、後宮に入った女は大部屋で生活を始め、皇帝と1度以上寝所を共にし側室（イクバル）に召し上げられ個室を与えられるが、イブラヒムという有力な後ろ盾を持ち初日から個室を与えられたため、すぐにほかの妾（ジャリエ）たちの妬みを買う。入宮してわずか10日という短期間で皇帝の伽を務め、その褒美に後宮を自由に出入りし内廷（エンデルン）の皇帝専用図書館へ通う許可をもらい、皇帝の師傅（ララ）であったコジャ・カシム・パシャからも学問を学ぶ。皇帝から深い寵愛を受けるが、ヌール・ジャハーンの死の現場を目撃してしまい、一歩間違えれば死が待ち受ける深い闇を抱える後宮での生き方に迷いを感じながらも「見ざる・言わざる・聞かざる」という慣習や自分の置かれている立場を理解してゆく。しかし、イブラヒムとの関係に気づいたギュルバハルの命令で黒人宦官により海に沈められかけイブラヒムに救われたことを機に遂に一線を越えてしまう。そのため、妊娠がわかっても父親は皇帝スレイマンか恋しいイブラヒムかは自身でもわからずに悩む。直接的なギュルバハルとの対立は避けてきたが、6人の黒人宦官に殺されかけ正体不明の何者かに救われた際、刺客の亡骸をギュルバハルの部屋に運ぶことで宣戦布告した。
第二皇子を出産し、70年前ビザンツを滅してイスタンブールをオスマンの帝都としたスレイマンの曾祖父メフメトの御名を息子に授けられ、自身は第二夫人（イキンジ・カドゥン）として認められた。イブラヒムと結ばれる日を夢見ていたが、スレイマンによるイブラヒムとハディージェの婚姻により永遠に叶わぬことを知る。イブラヒムに別れを告げられた夜、ハディージェに負けたのではなく皇帝スレイマンという巨大な壁に負けたことを悟った。第二皇子メフメトに続いてスレイマンに「月と太陽」という意味の名前を命名された皇女ミフリマーを産むが、母后のお茶会でメフメトだけ触れようとしなかったイブラヒムに問い質し、自分達の不義の子かもしれぬ疑念のあるメフメトの後見を拒絶されてショックを受ける。その後、第三皇子セリムを出産する。
イブラヒム（マテウス・ラスカリス）
スレイマン1世に仕える小姓頭（ハス・オダ・バシュ）兼鷹匠頭（バシュ・シャーとリンジルリ・アー）。ギリシャのパルガ出身で、マテウスはギリシャ名。黒髪、黒い瞳の青年。奴隷商人の元から逃げ、襲われそうになったアレクサンドラを助けた。アレクサンドラに学問と教養を身に付ける機会を与え、美しく賢く成長した彼女を皇帝に献上する。出立の前に「自由とは心のありよう」と黄金の鳥籠と"ヒュッレム"という新しい名を与える。
少年のころに宮廷奴隷として売られ、当時は地方知事だったスレイマンとの出会いをきっかけに、彼に仕える決心をし、自身の才覚で小姓頭の地位まで上り詰めた。帝国の将来のためにも皇帝にはより多くの子をもうけてほしいと思っており、第一夫人と正面から渡り合える美しく賢い女性を育てるためにヒュッレムを買った。スレイマンの好みそうな女性を捜したつもりであったが、自身の嗜好が主君と同じであるため、ヒュッレムを献上した後で彼女に対する自身の想いに気づいた。スレイマンにヒュッレムを下賜して貰い、彼女と正式に結ばれるために戦場で手柄を立てたいと望み、ロードス島攻略戦でトルコ軍の勝利のために多大なる功績を立てた。ヒュッレム下賜を実現させ宮廷を下がろうと考えていたが、スレイマンにより大宰相（ヴェジラザム）に任命され、帝都守護のヨーロッパ総督（ルメリ・ベイレルベイ）も兼任することになる。さらに、皇妹ハディージェの下賜を告げられ、苦悩の末にヒュッレムと皇子を賜ることを諦めて皇帝スレイマンに対する生涯の忠誠を改めて誓い、皇帝の妹婿（ダーマト）になった。アフメットが叛旗を翻して半年後、1524年夏、スレイマンより「叛逆者（ハーイン）を討て!」と命じられ、総司令官として全権を与えられて討伐軍を率いてエジプトに向かった。
その任を果たしてエジプトから帰還し、幽閉された親友アルヴィーゼの胤であるアタ・メフメトを「血縁など関係ない」と言い切って実子として扱う一方、スレイマンの第二皇子メフメトに対しては自身とヒュッレムとの一夜の過ちで宿った実子かもしれぬ可能性を捨て切れず、その後見を拒絶し、ヒュッレムと深い溝を作ってしまう。

### オスマン帝国

#### 皇室
スレイマン1世
オスマン帝国第10代皇帝（スルタン）。波打つ金の髪と琥珀色の瞳の美丈夫。即位して2ヵ月、まだ25歳という若さのため、先代から仕えている宰相らからはその手腕をまだ疑問視されている。イブラヒムを最も信頼しており、彼が献上したヒュッレムも気に入る。何を考えているのかわからず、ヒュッレムとイブラヒムの禁断の恋に気づいているかのようにも見えるも真意は不明。イブラヒムをそばに置いて自身を助けよと命じ、妹の下賜を公表した。駆け落ちを決行した妹とアルヴィーゼに止めはしないが、今までの恩恵は無いものと覚悟するようにと酷薄に宣言した。その宣告に恐れをなしたハディージェは、結局、駆け落ちを諦めたため、皇女を予定通りにイブラヒムに娶わせると同時に、ハディージェと駆け落ちしようとしたアルヴィーゼを監禁した。そして、その幽閉場所はイブラヒムにすら居場所を明かそうとはしなかった。妹婿イブラヒムに宣言した通り、イスタンブールの中心地「戦車競技場（アト・メイダヌ）広場」で挙式を派手に開催し、15日間、イスタンブールの街は市民に振る舞われた食料と花に溢れ、近隣諸国は勿論、臣下の婚礼としてはオスマン史上例を見ない壮麗な式典を執り行った。アフメット造反の報に、エジプトに滞在している第二宰相ムスタファ・パシャに当面の対応をさせ、半年後にイブラヒムに討伐を命じた。
ハフサ・ハトゥン (en)
母后（ヴァリデ・スルタン）。スレイマン1世の生母。後宮の300人の女の頂点。誇り高き騎馬民族タタールの末裔、クリミア・ハン国の君主（ハン）であるメンギル・ギライの姫君であるため、奴隷市場で買われたり献上された他の妾とは別格であることを矜持とする。スレイマンの子は孫であるから愛しく思うが、その母親だからと妾を特別扱いするつもりは毛頭なく誰であろうと厚遇も冷遇もしない。意図的に無関心を貫き、後宮に干渉しない。そのため、如何に懇願されようともギュルバハルにすら素っ気ない。皇帝の側室となっても産んだ皇子が新たな帝位に就き皇帝の母とならねば権力は掴めぬため、後宮で真に畏怖すべき存在である。後宮での事件をヒュッレムが命じたことだと誤解し、呼び出して騒がしくするなと言い渡す。誰が犯人かは知らないとヒュッレムは事実を口にしても信じた様子はなかった。また、ハディージェに恋人がいることも看破しており、誰を愛していたとしても籠の鳥でしかない皇女が、身分ゆえの恩恵を失えば不幸になることを、イブラヒムとの婚姻に反発する娘に教え諭した。
ハディージェ
スレイマン1世の妹。髪質は異なるも兄同様に金の巻き毛と琥珀色の瞳。兄に似て無言の圧力で自身に都合の良い流れを作るのが得意。恋人のアルヴィーゼと共にヒュッレムらの恋を応援しているが、ヒュッレムの無邪気な振る舞いにより秘密が漏れる可能性が大きいと危惧を抱く。母后とは異なり、後宮から側室が"消える（殺される）"ことに心を痛めている。後宮の異変を凱旋した兄スレイマンに告げる。アルヴィーゼからの贈り物の絹で仕立てた衣装をヒュッレムに見せて2人の幸福な未来を夢見ていたが、イブラヒムへの降嫁を皇帝たる兄に命じられ愕然とする。アルヴィーゼの子を妊娠していることをヒュッレムを介してアルヴィーゼに告げて2人で駆け落ちをしようとするが、スレイマンに見透かされて皇女としての恩恵を失っても良ければ勝手にしろと言われた直後、腹部の痛みで倒れてしまう。その際、自身が後宮という「鳥籠」しか知らないことを知り、皇女でなくなれば1人で生きることすら不可能だと悟って兄に命じられるままイブラヒムと結婚した。
ムスタファ
マヒデブランが産んだ第一皇子。健康で、かつ聡明な少年。普段は無邪気に振る舞いつつも、まだ幼い時から、自身が他者から殺される可能性に気づいていた。ヒュッレムと図書館に同道したときには、彼女に「わたしを殺すおつもりですか」と問いかける。
殺されずに大人になったら、帝国の外を見てみたいという、ヒュッレムの子供の頃と同じ夢を抱いており、そのためヒュッレムは「誰も害さないハレム」を作るために、ハレム内で権力を掴むことを決意する。

#### 後宮
ヌール・ジャハーン
本名は「エリザヴェータ」で、愛称は「ヴェータ」。皇帝の側室。容貌に自信を持つ金髪碧眼の美しい少女。気が強く高慢で、他の妾たちから嫌われている。
故郷のチュルケスから奴隷商人に売られてきた時にアレクサンドラ（後のヒュッレム）と知り合う。後宮の宦官に買われていき、皇帝に献上される。後に後宮でヒュッレムと再会した時は皇帝の寵愛を受けて自身の天下だと思い込んでいたが、妊娠を公表した直後にギュルバハルに買収された宦官らによって生きたまま袋に詰められボスフォラス海峡へ沈められてしまう。
マヒデブラン (en)
皇帝の第一夫人（バシュ・カドゥン）。皇帝から「ギュルバハル（春の薔薇）」という愛称を賜っている。第一皇子ムスタファの生母。他の妾が如何に寵愛されようとも気に留めず、妊娠した場合には「処分」して対処してきたが、ヒュッレムに対するスレイマンの寵愛が増し、罠と刺客の刃を回避する彼女が妊娠したことで徐々に追いつめられてゆく。母后に懇願しても不干渉を理由に断られて思いつめるようになり、側近や自身に味方する者を"何者か（実はシャフィーク）"に殺されてゆく。
自身が何処で生を受けたのか両親の顔すら知らずに育ち、教育を施され皇子領の宮殿に売られた12歳の時から漸く第一夫人の座を手に入れた。
スレイマンが皇帝となる前の地方知事だった時から、ハレムの一員であり、時にその時代のことを懐かしく思うこともあるようだ。
ファフラ
ギュルバハルの侍女。次々と味方する側近や宦官が殺害され、ギュルバハルの味方と呼べる最後の人間だった。占い師マリヘフと偽り皇子誕生前にヒュッレムを殺そうとするが、犯人であるシャフィークに瞬殺されてしまう。
ナシーム
先代皇帝（セリム1世）の後宮にいた女性。ウクライナ出身。マテウスの屋敷で暮らしており、アレクサンドラの教育係として言葉や礼儀作法、美しい立ち居振る舞い・歌や楽器・裁縫・詩を詠むことなどを教える。
ザヒード
後宮監督官（クズラル・アー）。黒人宦官。小姓であるイブラヒムが、スレイマン1世の信頼を得ていることを快く思っていない。一方で、イブラヒムの生真面目さは評価しているのか、ハレムの妾が男と密会しているとの噂が立ったとき、他の宦官が「イブラヒムでは（皇帝に付き従う小姓という立場から、皇帝以外で唯一、後宮に自室を持つ男性であるため）」と疑いの目を向けた時には、「奴では無いだろう」とその疑いを否定した。
ギュルバハルとヒュッレムの対立では、ギュルバハル側につき、ヒュッレムから部屋も黄金の鳥籠も取り上げる。しかし、その直後にシャフィークにより殺されてしまう。
シャフィーク
ヒュッレム付きの白人宦官。本来、ハレムを取り仕切るのは黒人宦官の役割であるが、イブラヒムの後押しで、例外的に後宮に入ることとなった。
「耳が聞こえず喋れない」とされていたが、実は耳も聞こえて会話も問題ない。元はデヴシルメによって徴用されたキリスト教徒。
夢見るような場所ではない後宮でヒュッレムが生きていけるようイブラヒムが用意した。ヒュッレムの食事の毒見係をしている。実は、スレイマンらが出征中に起こった謎の殺人事件の犯人であり、裏の仕事（=暗殺）によりヒュッレムの気鬱となる事柄を排除する任務を遂行していた。
メフメト
小姓（ハスオダ）を務める。ベオグラード遠征ではイブラヒムと共に従軍したが、ロードス島遠征の留守中、ヒュッレムに仕えるようイブラヒムより命じられた。元はデヴシルメによって徴用されたキリスト教徒。強制的に徴用される事もあるデヴシルメだが、メフメト自身は能力次第でいくらでも出世できると聞き、希望して徴用されたという。
顔のソバカスが特徴。ヒュッレムに母后の出自を説明したり、ギュルバハルの茶会に出席すると母后に一緒くたに嫌われると忠告したりした。自身はヒュッレムの望む物は何でも持参し、シャフィークは彼女の気鬱になる事柄は排除せよイブラヒムより極秘命令を受けていた。
ヒュッレムが産んだメフメト皇子と同名であるため、ややこしい事から、ボスニアのソコルヴィッチ村出身であることに因み、ヒュッレムよりソコルル・メフメトの名を与えられる。
ナイマ、ジャミーラ
ヒュッレムの妾時代からの女官。やや呑気な性格。
アイーシャ
母后付き女官長。初めてヒュッレムが母后に目通りが叶った際、スレイマンの周囲の人々について簡単に説明した。
サハル
ヒュッレムが側室に昇格した後に付けられた女官長。ナイマやジャミーラと違い、生真面目な性格。後宮における陰謀などにも詳しい。ヒュッレムが暗殺者に襲われたときは、身を挺してヒュッレムをかばった。

#### 武官・文官
アヤス
ヨーロッパ総督。親衛歩兵隊（イエニ・チェリ）長官、アジア総督（ベイレルベイ）を歴任した知将。人事の一新でイブラヒムが大宰相とヨーロッパ総督を兼任することになり、左遷されたムスタファの代わりに宮廷に入り第三宰相（ヴェジーラ・サーニス）に任じられる。
ピリー・メフメット・パシャ
大宰相（ヴェジラザム）。先帝セリム1世の頃から帝国に仕える有能で忠誠心も強い人物だが、それゆえに、即位直後の若いスレイマンの能力と、その側に仕えるイブラヒムに危惧を抱いている。第二宰相（ヴェジール・サーニ）ムスタファや第三宰相（ヴェジーラ・サーニス）フェルハトと共に、ベオグラード遠征に反対するが、欧州への関門ベオグラードと東地中海の牙城ロードス島、2つの要衝をスレイマンが陥落させて翌1523年2月、人事の一新により大宰相を解任された。先帝セリム1世の治世以降、10年に渡る宰相職を終えて帝都の西にある封土シリブリで更なる10年を海を眺めながら過ごした。
チョバン・ムスタファ・パシャ
第二宰相（ヴェジール・サーニ）。ロードス島攻略戦においては総司令官（セルアルケス）を務めるも、敵の籠城を破ることが出来ず、降格となる。責任を取る形で、急死したエジプト総督（ムスル・ベイレルベイ）の後任を命じられる。
宮廷を出されたことに対し、ムスタファは当然と考えており、素直に主命に従い、エジプトへと赴任した。なお、地位そのものは剥奪されず、エジプトに赴いた後も、第二宰相の称号で呼ばれる。
ロードス島攻略戦の後には、ムスタファの後任としてアフメットがエジプトへとやってくる。しかし、ムスタファと異なり、望まぬ赴任先に荒れるアフメットに対して、ムスタファは「陛下に感謝し、任に就け」と諭す。しかし、アフメットが聞き入れようとしない事に愕然とする。
アフメットが叛乱を起こした折には、宮廷へと報告書を送る事となる。その報告を受け、スレイマンはまずムスタファに対応させるように命じた。アフメットが皇帝を僭称する間、自らの兵でアフメットと対峙しつつ、大宰相となったイブラヒムを迎え入れた。
アフメット・パシャ
ヨーロッパ総督（ルメリ・ベイレルベイ）。ピリー・メフメットら宰相たちが、ベオグラード遠征に反対する中、アフメットは賛成に回った。遠征の勝利後、隠居したコジャ・カシムに変わり、第四宰相（ヴェジール・サービー）に昇格する。
その後のロードス島攻略戦において、総司令官（セルアルケス）を努めていた第二宰相ムスタファが攻略に手間取ったために解任され、その後任としてアフメットが総司令官に任ぜられる。さらに次の大宰相は、総司令官を務めた自身こそが相応しいと自負しており、周囲も現職の宰相（パシャ）の誰かに違いないと噂していたが、大宰相にはイブラヒムが任じられ、自身はエジプト総督（ムスル・ベイレルベイ）を命じられてしまい、目論見が外れて、憤りを禁じ得ない。宮廷奴隷出身で有力な大宰相候補だったため、不満を露わにする。その後、反乱を起こし、元大宰相ビリー・メフメットが「武人としては優秀だが、粗野な振る舞いが目立つ」と危惧していたことが現実になる。ムスル（エジプト）は帝国の財源地だとスレイマンに任され、左遷されたムスタファにも心して統治しろと窘められるが、スレイマン1世の治世3年目、着任して僅か半年後にマムルークと手を組んで謀反を企て「アフメット皇帝（スルタン・アフメット）」を名乗る。金曜午後の礼拝に読まれる説教「フトバ」を君主の名で執り行うこと、君主の名での貨幣鋳造、この2つがイスラムにおいて建国を宣言する重要儀礼ゆえに、第二宰相ムスタファの報告に御前会議（ディヴァヌ・ヒュマユーン）で、反逆者と断定される。国庫の金で味方につけた旧エジプト・マムルーク朝の残党10万の兵により、エジプト州都回路の駐屯していた約5000人のオスマン歩兵（イェニ・チェリ）を撃滅させ、イスタンブールに倣い3名の宰相を任じて自己の支配権を固めた。
しかし、在来のエジプト人の人心を掌握できないままに挙兵したため、2年ほどエジプトを守りきりるも、討伐に来たイブラヒムに敗れる。最後はモスクに立て籠もって自決しようとするも、イブラヒムから「モスクを血で汚すのか」との批判に剣を置き、そのまま逮捕される。最後は斬首刑に処せられ、カイロの門に首を晒された。
コジャ・カシム＝パシャ
第四宰相（ヴェジール・ラービー）。スレイマンが幼いころから師傅（ララ）を務めている老人。宰相とは言っても、当人いわく「恩給代わりの地位」であり、暇にしている。ヒュッレムに学問を教える。
ベオグラード遠征後は宰相の任を解かれ、やっと隠居できると喜んだ。
ジェラール・ザーデ・ムスタフ
スレイマンから、イブラヒムに付けられた書記。言いたいことを、はっきりと口にする性分で、大宰相となったイブラヒムに対しても、皮肉交じりの進言を恐れない。

### 他国
アルヴィーゼ・グリッティ (it)
イブラヒムの友人。父はベネチアの元首（ドージェ）にもなったアンドレア・グリッティ。名門出身だが、イスタンブール生まれの妾腹のためベネチアでの栄達は望めない身の上。ベネチア共和国の公式の通商だが、個人的にイブラヒムに対する友情から各種の情報や武器を友人を介して帝国に提供する。
スレイマンの妹ハディージェ皇女とは恋仲であり、スレイマンに皇妹との婚姻の許可を貰うべく奔走する。イブラヒムの想いも友人として応援してはいるのだが、次代の皇帝候補たる第二皇子を産んだことで第二夫人に昇格したヒュッレムを皇子と共に賜りたいと考えるイブラヒムに驚愕する。スレイマンの下で高い地位を得てハディージェを賜ろうと考えて努力を重ね、外国人居留地ベラに土地を与えられ、屋敷を建てる許しを得た。しかし、イブラヒムとハディージェの婚姻をスレイマンが公表したため、もはやハディージェを連れて帝国を離れる以外に道はないと決行した駆け落ちに失敗し、帝国内での特権と財産を剥奪され、何の保護も受けぬ外国人が国境まで辿り着けることすら不可能と現実を突きつけられ、宮殿のいずこかに幽閉された。
後にハディージェに相応しい人物としてスレイマンに認められるべく彼の手足となって働くことになる。
アンドレア・グリッティ
ヴェネツィアの元首（ドージェ）。アルヴィーゼの父親。在任：1523年 - 1538年。
若いころからイスタンブールで暮らした豪商だったが、ヴェネチアに帰還後、政界に進出した。1523年、ヴェネチア元首に選出されドゥカーレ宮の主になった。
ラヨシュ2世
ハンガリー王国の若き国王。主従揃ってオスマン帝国に対する反感は強く先々帝バヤジット2世が締結した約定による従属から抜け出そうとしたが、新帝スレイマンの性情を見誤って徴税吏を処刑してしまう。そのため、故国の危機を招いてしまう。正妃はオーストリア・ハプスブルク家の大公女マリア。
フェルディナント
オーストリア・ハプスブルク家の大公（後の神聖ローマ皇帝）。ラヨシュの姉であるハンガリー王女アンナを妃に迎え、妹のマリアをラヨシュに嫁がせ二重婚姻を結んだ。
ジャン・パリゾ・ド・ヴァレッテ
ロードス島を本拠地とする聖ヨハネ騎士団のオーヴェルニュ軍団を指揮する軍団長。オスマンとの戦いでは、西城壁の守備を担当する。フィリップ・ヴィリエ・ド・リラダン総団長の指揮下、オスマン軍と戦うもイブラヒムの工作により一枚岩ではない弱点を突かれて敗北。ロードス島を後にする。
42年後の1565年、マルタ島におけるマルタ大包囲戦で総団長となってスレイマン1世と再び戦うことになる。

## 用語
新宮殿（イェニ・サライ）
スレイマン1世の居城「トプカプ宮殿（Topkapı Sarayı）」。15世紀中盤から19世紀中盤までオスマン帝国の君主が居住した宮殿。イスタンブール旧市街のある半島の先端部分、三方をボスポラス海峡とマルマラ海、金角湾に囲まれた丘に位置する。
ヒュッレムが後宮（ハレム）に入った時期、政治の中心である外廷（ビルン）と50名の白人宦官と100名余の小姓が仕える皇帝の私生活の場である内廷（エンデルン）がここに移った。イェニ・チェリ軍団の俸給の支払いも、この新宮殿の庭で行われる。その際、イェニ・チェリの兵士は食事が供されるのが慣例であり、大きな楽しみであった。また、外国使節の謁見もこの日に行われる。
旧宮殿（エスキ・サライ）
金角港（ハリーチ）を望む場所に建つ宮殿。外廷と内廷が新宮殿に移った後、後宮としてのみ使われている。
後宮（ハレム）
皇帝に使える300人の妾が居住する場所。通常、後宮に入った女は大部屋で生活を始め、皇帝と1度以上寝所を共にし側室（イクバル）に召し上げられ個室を与えられる。
皇帝親衛歩兵隊（イェニ・チェリ）
オスマン帝国が誇る皇帝直属の精鋭歩兵部隊。キリスト教徒の子弟を徴用して鋭才教育を施し結成された。有事においては最前線を、平時は帝国内の警察権を担い内外に恐れられる存在。俸給は年に4回。
聖ヨハネ騎士団
11世紀に起源を持つ宗教騎士団。テンプル騎士団、ドイツ騎士団と共に、中世ヨーロッパの三大騎士修道会の1つ。拠点を移すごとにロードス騎士団、マルタ騎士団と呼ばれる。
ムスル（エジプト）
オスマン帝国の重要な財源地。貿易の要衝で東洋からの荷もアフリカからの産物も集まり、国家予算の3分の1を産み出している重要な州（ベイリク）。6年前、セリム1世によりマムルーク朝から奪った新領土であり、国力が急増した原因でもある。

## 書誌情報
- 篠原千絵 『夢の雫、黄金の鳥籠』 小学館〈フラワーコミックスα〉、全20巻
  1. 2011年9月9日発売[11][12]、ISBN 978-4-09-134010-8
  2. 2012年3月9日発売[13]、ISBN 978-4-09-134216-4
  3. 2012年11月9日発売[14]、ISBN 978-4-09-134683-4
  4. 2013年9月10日発売[15]、ISBN 978-4-09-135504-1
  5. 2014年8月8日発売[16]、ISBN 978-4-09-136257-5
  6. 2015年2月10日発売[17]、ISBN 978-4-09-136750-1
  7. 2015年8月10日発売[18]、ISBN 978-4-09-137104-1
  8. 2016年4月8日発売[19]、ISBN 978-4-09-138315-0
  9. 2016年12月9日発売[20]、ISBN 978-4-09-138770-7
  10. 2017年8月10日発売[21]、ISBN 978-4-09-139435-4
  11. 2018年4月10日発売[22]、ISBN 978-4-09-870060-8
  12. 2018年12月10日発売[23]、ISBN 978-4-09-870248-0
  13. 2019年10月10日発売[24]、ISBN 978-4-09-870668-6
  14. 2020年7月8日発売[9][25]、ISBN 978-4-09-871019-5
  15. 2021年2月10日発売[26]、ISBN 978-4-09-871265-6
  16. 2021年12月10日発売[27][28]、ISBN 978-4-09-871529-9
  17. 2022年8月10日発売[29]、ISBN 978-4-09-871655-5
  18. 2023年6月9日発売[30]、ISBN 978-4-09-872115-3
  19. 2024年2月8日発売[31]、ISBN 978-4-09-872516-8
  20. 2024年10月10日発売[32]、ISBN 978-4-09-872841-1